# Kersti Söderström-Ergon
Kersti Söderström-Ergon, född 1938 i Uppsala, är en svensk grafiker och konstpedagog.
Söderström-Ergon studerade vid Konsthögskolan i Stockholm 1962–1967. Hon har beskrivits som en konstens poet med humor och dragning mot det fantastiska. Hon har medverkat i Grafiktriennalerna i Sverige sedan 1965, och samlingsutställningar på Uppsala konstmuseum (2014), Konstakademien i Stockholm (2010),  The art of relief printing from Sweden i Kunming Kina, Miniprint Triennale Lahti konstmuseum Finland. Print Biennale Nyköbing/Falster i Danmark, International Print Biennale Yokohama Japan, Swedish Printmaking The Metropolitan Museum of Art Tokyo Japan, Japan Art. Ass. Gallery Tokyo Japan, Swedish Printmaking Djakarta Indonesien, International Print Biennale Florens Italien, Swedish Printmakers Åbo Finland och Grafiska Sällskapets Galleri. Tillsammans med Lennart Kindgren ställde hon ut i Örebro 1966 och hon medverkade i Värmlands konstförenings höstsalonger på Värmlands museum 1962–1963, Liljevalchs Stockholmssalonger 1962–1964, Nationalmuseums grafiktriennal samt från 1961 Örebro läns konstförenings höstutställningar. Tillsammans med tre andra grafiker ställde hon ut på Galerie Gröna paletten i Stockholm och hon medverkade i utställningen Vägen genom muren, tomrummets arkitektur på Samlaren i Stockholm där hon tillsammans med Birger Boman och John Sjöström tilldelades ett extrapris för ett samarbete på ett utfört förslag.   
Hon har tilldelats Statliga stipendier, Stockholm Stads stipendium, Grafiska Sällskapets stipendium 2015, och en Guldmedalj vid International Print Biennale i Florens Italien 1972. Hon ingick i den grupp av konstnärer som initierade och skapade formerna för Grafikens Hus i Mariefred och är en av medlemmarna i Xylon gruppen. Hennes konst består av bilder utförda som torrnålsgravyrer, litografier och träsnitt.
Hon undervisade i grafik på Konsthögskolan och på Konstfackskolan där hon de sista åren före pensioneringen 2005 var föreståndare för Grafikverkstaden.
Söderström-Ergon är representerad vid Moderna museet, Statens konstråd, Örebro länsmuseum, Värmlands museum, Kalmar konstmuseum  och kommunala samlingar, Grafikens Hus i Mariefred, Florens Konstmuseum Italien, Jap. Art. Ass. Collection Tokyo Japan, National Museum Dar es Salaam Tanzania.
Hon var gift med konstnären och författaren Mats Ergon (1933–2012).